# Natalie van Gogh
Natalie van Gogh (Nieuw-Vennep, 14 september 1974) is een Nederlands voormalig wielrenster. Ze werd geboren met een mannelijk lichaam en onderging in 2005, voor haar wielercarrière, een geslachtsveranderende operatie. Bij haar debuut werden door sommigen vragen bij haar prestaties gesteld.
Van Gogh won in 2009 het Nederlands kampioenschap scratch. Ze behaalde in 2012 en 2013 de top vijf tijdens het Nederlands kampioenschap tijdrijden. In 2015 won ze de Trofee Maarten Wynants en de eerste etappe van de Lotto Belgium Tour. In 2018 won ze het sprintklassement van de Healthy Ageing Tour.
Van Gogh reed vanaf 2008 drie jaar voor het clubteam Swabo Ladies en vanaf 2014 vijf jaar voor Parkhotel Valkenburg. In 2019 keerde ze terug naar Swabo Ladies dat een UCI-status kreeg onder de naam Biehler Pro Cycling. In 2020 verhuisde ze naar de Belgische ploeg Chevalmeire, waar ze een jaar later haar professionele carrière beëindigde.

## Palmares
2009
 NK op de baan, Scratch
2011
 NK op de baan, Scratch
2012
4e in NK tijdrijden
2013
5e in NK tijdrijden
2015
Trofee Maarten Wynants
1e etappe Lotto Belgium Tour
2e in Ronde van Overijssel
4e in NK op de weg
2016
3e in EK strandrace
2e in Ronde van Gelderland
2017
2e in Dwars door de Westhoek
2018
 Sprintklassement Healthy Ageing Tour
5e in Le Samyn des Dames
2019
 NK Strandrace
3e in Omloop van Borsele
2020
 NK Strandrace